# Рихтерих
Рихтерих (нем. Richterich) — район и северо-западный пригород Ахена. Города Хорбах и Хуф граничат с другим районамм Ахена — Лауренсберг и Херцогенрат.

## Архитектура и история
Наиболее исторически важными постройками района являются церковь святого Мартина (открыта в 1791 году), замок Шенау и замок на воде в Хорбахе. В церкви св. Мартина находится самый старый в Ахене орган Маас, сооруженный в 1836 году.
С 1911 по 1927 год в Рихтерихе действовала шахта Карла Фридриха, самая южная шахта Ахенского угольного района Вурмревье. Шахта начитывала около 500 рабочих, но была закрыта в связи с тектанической активностью и низким качеством добываемого угля.
1 января 1972 года Рихтерих был включен в Ахен. Часть коммуны (деревни Банк и Вилсберг) были объединены с Херцогенратом.